# Neon Nights: 30 Years of Heaven & Hell
A Neon Nights: 30 Years of Heaven & Hell a Heaven and Hell amerikai heavy metal zenekar második koncertlemeze. A lemez az együttes 2009. július 30-ai fellépését tartalmazza a Wacken Open Air Fesztiválról.
A lemez DVD formájában is megjelent, a koncert után interjúk találhatóak a Heaven and Hell kiadásának 30. évfordulójáról, valamint egy Ronnie James Dio-tribute.

## Dalok

### CD
| Szám | Dal címe                          | Író                      | Hossz |
| ---- | --------------------------------- | ------------------------ | ----- |
| 1    | Mob Rules                         | Butler, Dio, Iommi       | 3:46  |
| 2    | Children of the Sea               | Butler, Dio, Iommi, Ward | 6:30  |
| 3    | I                                 | Butler, Dio, Iommi       | 6:16  |
| 4    | Bible Black                       | Butler, Dio, Iommi       | 6:29  |
| 5    | Time Machine                      | Butler, Dio, Iommi       | 4:39  |
| 6    | Fear                              | Butler, Dio, Iommi       | 4:36  |
| 7    | Falling Off the Edge of the World | Butler, Dio, Iommi       | 5:39  |
| 8    | Follow the Tears                  | Butler, Dio, Iommi       | 6:11  |
| 9    | Die Young                         | Butler, Dio, Iommi, Ward | 11:40 |
| 10   | Heaven and Hell                   | Butler, Dio, Iommi, Ward | 17:48 |
| 11   | Neon Knights                      | Butler, Dio, Iommi, Ward | 5:45  |

### DVD
1. E5150 (Butler, Dio, Iommi)
2. Mob Rules
3. Children of the Sea
4. I
5. Bible Black
6. Time Machine
7. Fear
8. Falling Off the Edge of the World
9. Follow the Tears
10. Die Young
11. Heaven and Hell
12. Country Girl (Butler, Dio, Iommi)
13. Neon Knights

## Zenészek
- Ronnie James Dio - ének
- Tony Iommi - gitár
- Geezer Butler - basszusgitár
- Vinny Appice - dobok
- Scott Warren - billentyűs